# Daphnopsis flavida
Daphnopsis flavida är en tibastväxtart som beskrevs av Cyrus Longworth Lundell. Daphnopsis flavida ingår i släktet Daphnopsis och familjen tibastväxter. Inga underarter finns listade i Catalogue of Life.